# Cishan (sockenhuvudort i Kina, Liaoning Sheng, lat 40,74, long 120,90)
Cishan (kinesiska: 茨山, 连湾街道) är en sockenhuvudort i Kina. Den ligger i provinsen Liaoning, i den nordöstra delen av landet, omkring 240 kilometer sydväst om provinshuvudstaden Shenyang. Antalet invånare är 16 782. Befolkningen består av 8 156 kvinnor och 8 626 män. Barn under 15 år utgör 14,0 %, vuxna 15-64 år 78 %, och äldre över 65 år 6,0 %.
Närmaste större samhälle är Longgang, 3,3 km sydost om Cishan. 
Genomsnittlig årsnederbörd är 723 millimeter. Den regnigaste månaden är juli, med i genomsnitt 177 mm nederbörd, och den torraste är februari, med 4 mm nederbörd.